# Unum castigabis, centum emendabis

Il cartello al collo di Idalgo Macchiarini.

Unum castigabis, centum emendabis è una locuzione latina che significa letteralmente "Ne castigherai uno, ne correggerai cento" e che si può rendere liberamente come "Punire un errore per correggerne cento".
Il significato è analogo a quello del detto cinese Colpirne uno per educarne cento (in cinese 殺一儆百T, 杀一儆百S, shā yī jǐng bǎiP), che compare nel Libro degli Han come motto del funzionario cinese della dinastia Han Yin Wenggui (morto nel 62 a.C.).
In epoca moderna, lo slogan è attribuito solitamente a Mao Zedong, come motto della Rivoluzione culturale lanciata nel 1966 e come giustificazione ideologica delle azioni violente delle Guardie rosse, giustificate con il motivo formativo e deterrente.
In Italia, il motto divenne celebre per il suo utilizzo da parte delle Brigate Rosse nel sequestro Macchiarini (3 marzo 1972), quando il dirigente della Sit-Siemens Idalgo Macchiarini fu fotografato con un cartello al collo che recitava "Mordi e fuggi. Niente resterà impunito. Colpiscine uno per educarne cento. Tutto il potere al popolo armato".